# Centerville (Utah)
Centerville é uma cidade localizada no estado norte-americano de Utah, no Condado de Davis.

## Demografia
Segundo o censo norte-americano de 2000, a sua população era de 14.585 habitantes.
Em 2006, foi estimada uma população de 15.075, um aumento de 490 (3.4%).

## Geografia
De acordo com o United States Census Bureau tem uma área de
15,6 km², dos quais 15,6 km² cobertos por terra e 0,0 km² cobertos por água.

## Localidades na vizinhança
O diagrama seguinte representa as localidades num raio de 12 km ao redor de Centerville.